# Pugio

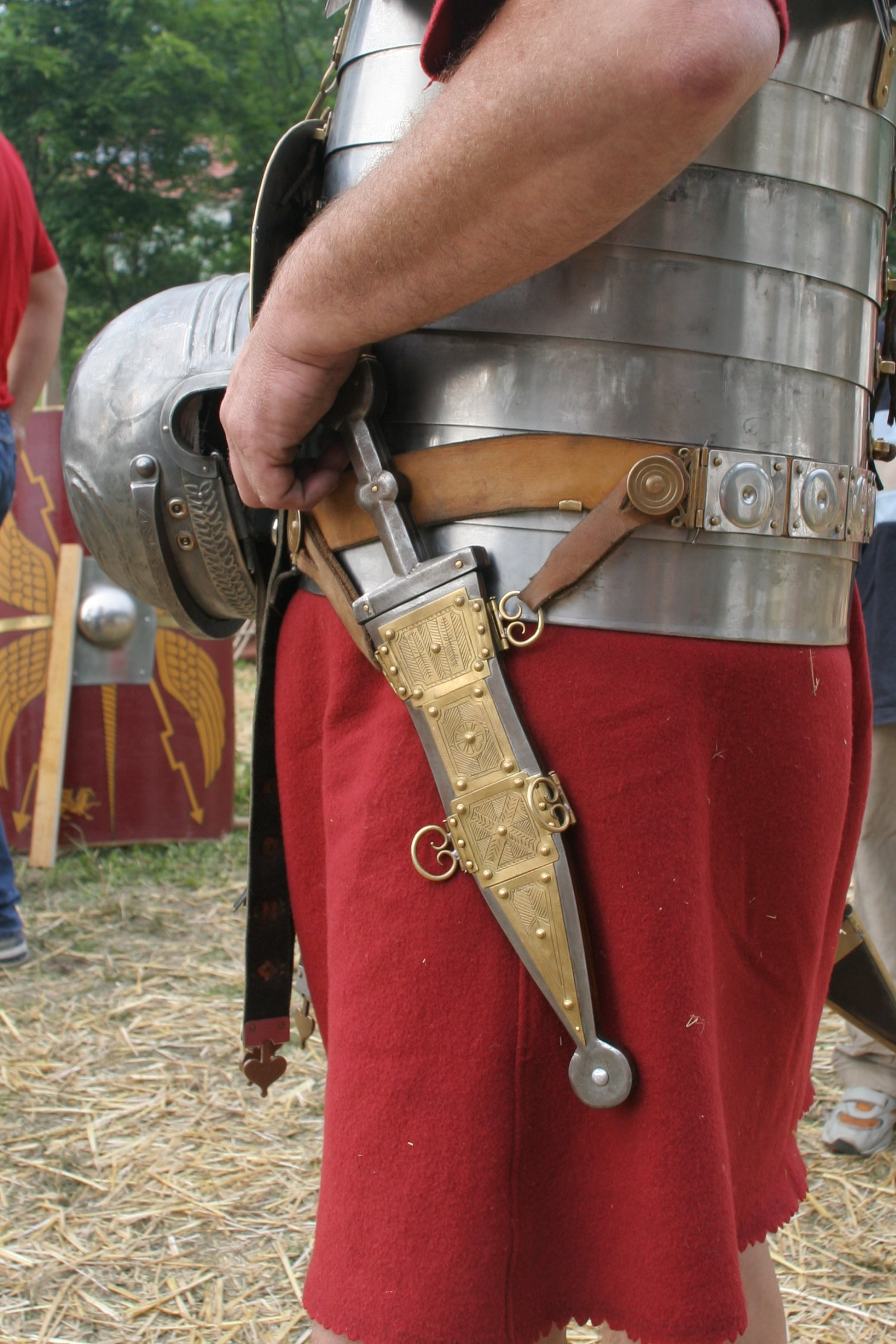
Pugio, 1. stol. po Kr., rekonstrukce

Pugio byla římská dýka a součást římské uniformy. Používala se od 2. stol. před Kr. - 3. stol. po Kr.

## Původ
Původ dýky pugio je stejný jako původ meče gladius, tedy v Hispánii. Římané se setkali s gladiem a pugiem za invaze do Hispánie během punských válek. Scipio donutil hispánské zbrojíře vyrábět pro legie tyto typy zbraní. Zatímco gladius u Římanů zdomácněl, dýka pugio byla víceméně raritou a běžně se začala používat až za Caesarovy doby.

## Vzhled dýky
Pugio byla železná dýka, která byla ve špičatém pouzdře. Pouzdro bylo charakteristické kruhovým zakončením, tvarem a čtyřmi úchyty na řemen. Ručka měla na horním konci typické zakončení a ve středu rukojeti byl výčnělek pro lepší úchop. V císařských dobách nacházíme i měděné ručky, přestože ty nejsou typické. Kovové ručky byly z tenkého raženého plátku železa, díky kterému byly velmi lehké. Čepele dýk byly velmi tenké s různými žlábky a rýhami, což mělo zvýšit jejich pevnost.
Zpočátku byla dýka nezdobená a dodržovala svůj standardní tvar, ale v 1. století po Kr. se objevila bohatě zdobená  měděná pouzdra s různými motivy. Zpočátku se myslelo, že jde o důstojnické pugio, ale zjistilo se, že dekorativní dýky byly rozšířeny u běžných vojáků. Pugio se nosilo na levé straně připevněné k opasku. Definitivně bylo vyřazeno někdy v polovině 3. století.